# Gefürstete Grafschaft Tirol

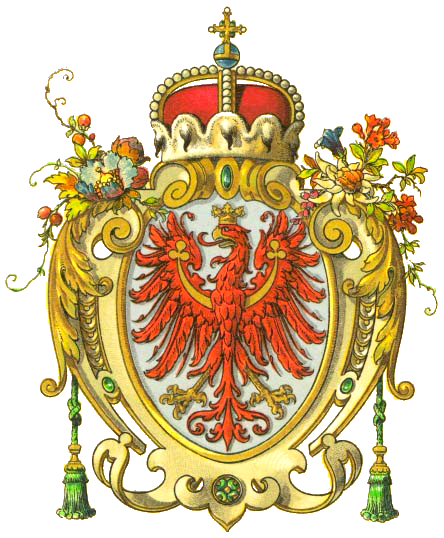
Wappen der Gefürsteten Grafschaft Tirol

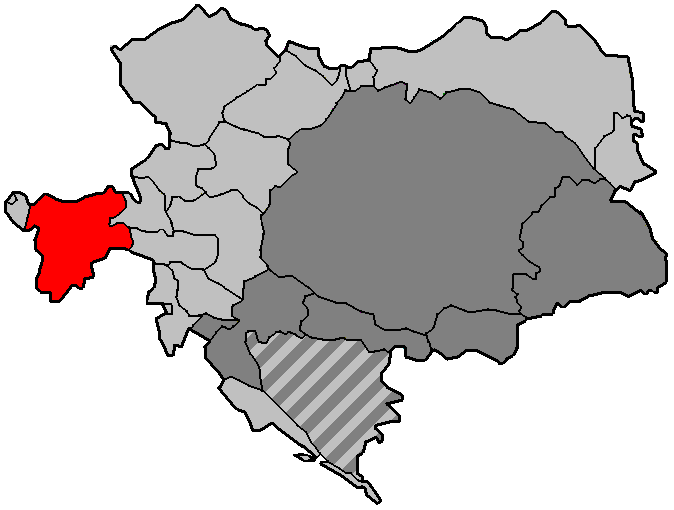
Tirol innerhalb Österreich-Ungarns zwischen 1861 und 1918

Die Gefürstete Grafschaft Tirol (lateinisch Comitatus (principalis) Tirolis; italienisch contea principesca del Tirolo; ladinisch contea da prinz dl Tirol) (bis 1861 Gefürstete Grafschaft Tirol mit dem Lande Vorarlberg) war eine Grafschaft in Mitteleuropa, zu der die Region Tirol und bis 1861 das Land Vorarlberg gehörten. Die Landeshauptstädte waren die Städte Meran (14. Jahrhundert bis 1420; formell bis 1848) und Innsbruck (1420 bis 1918; formell ab 1849).
Die Grafschaft entstand im 11. Jahrhundert im Kernraum Vinschgau-Burggrafenamt-Etschtal und griff im 12. und 13. Jahrhundert in das Eisack- und das Inntal aus. Ab 1363 war sie, bis auf kurze Unterbrechungen, im Besitz der Habsburger und wurde 1804 zu einem Kronland des Kaisertums Österreich bzw. ab 1867 Österreich-Ungarns. Nach dem Ersten Weltkrieg wurde das Land im Vertrag von Saint-Germain 1919 geteilt. Der Nord- und Ostteil wurde der Republik Deutschösterreich zugesprochen und bildet heute das österreichische Bundesland Tirol. Der südliche Teil fiel an das Königreich Italien und besteht heute größtenteils in Form der beiden autonomen italienischen Provinzen Bozen – Südtirol und Trient, während kleinere Gebiete umliegenden italienischen Provinzen zugeschlagen wurden.

## Geschichte

### Entstehung der Grafschaft Tirol
Eine lokale Herrschaft rund um das Schloss Tirol ist bereits für das 11. Jahrhundert nachweisbar.
Im 12. Jahrhundert begannen die Grafen von Tirol, ihr Territorium auf große Teile der Region auszudehnen und die Macht der Bischöfe von Brixen und Trient zu übertreffen, die nominell ihre feudalen Herren waren. Nachdem Heinrich der Stolze 1138 seine Herrschaft als bayerischer Herzog an Leopold abgegeben hatte, stärkten die Grafen von Tirol ihre Stellung gegen die bis dahin nominelle Abhängigkeit von Bayern.

### Meinhardiner

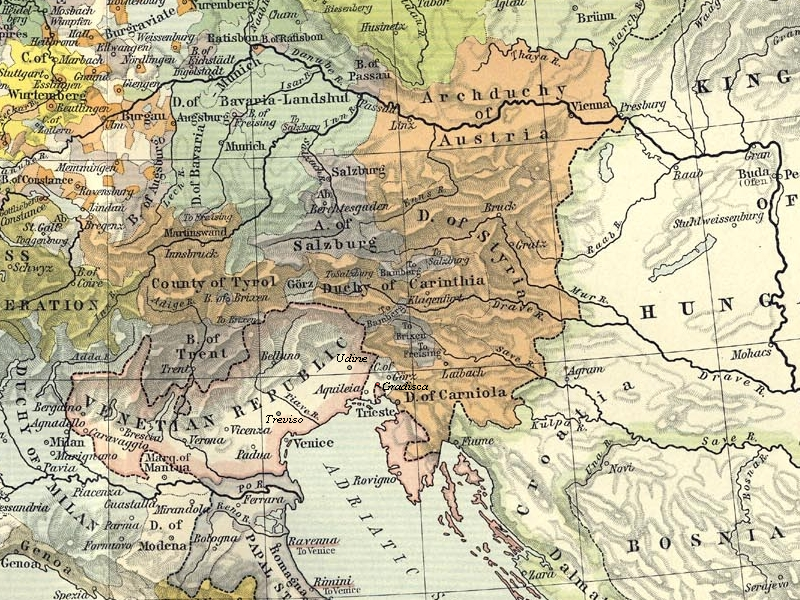
Die Grafschaft Tirol, 1477

Im Jahre 1253 erbte Meinhard I., seit 1231 Graf von Görz, aus der Herrscherdynastie der Meinhardiner Tirol durch die Ehe mit Adelheid, der Tochter des letzten einheimischen Tiroler Grafen Albert III. von Tirol und regierte von da an als Graf von Tirol und Görz. Als nach seinem Tod seine Söhne im Jahre 1271 sein Vermögen aufteilten, erhielt sein ältester Sohn Meinhard II. die Herrschaft über Tirol. Er unterstützte als Graf den römisch-deutschen König Rudolf von Habsburg gegen seinen Rivalen König Ottokar II. von Böhmen. Als Belohnung erhielt er 1286 das Herzogtum Kärnten.
Im Jahre 1307 wurde Meinhards Sohn Heinrich zum König von Böhmen gewählt und regierte in Personalunion über Böhmen und Tirol. Seine Herrschaft in Böhmen hielt aber nur bis 1310. Nach seinem Tod 1335 übernahm seine Tochter Margarete die Herrschaft über Tirol und heiratete 1342 Ludwig V. von Bayern aus dem Haus Wittelsbach.
Als Ludwig V. 1361 starb, übernahm kurzzeitig Margarets Sohn Meinhard III. für zwei Jahre die Herrschaft. Als dieser 1363 ohne Nachkommen starb, übernahm mit Rudolf IV. das Haus Habsburg die Macht in Tirol. Die Habsburger behielten als Grafen die Unabhängigkeit Tirols bei. Im Frieden von Schärding 1369 erkannten die Wittelsbacher Tirol als Besitz der Habsburger an.

### Österreichische und bayerische Herrschaft

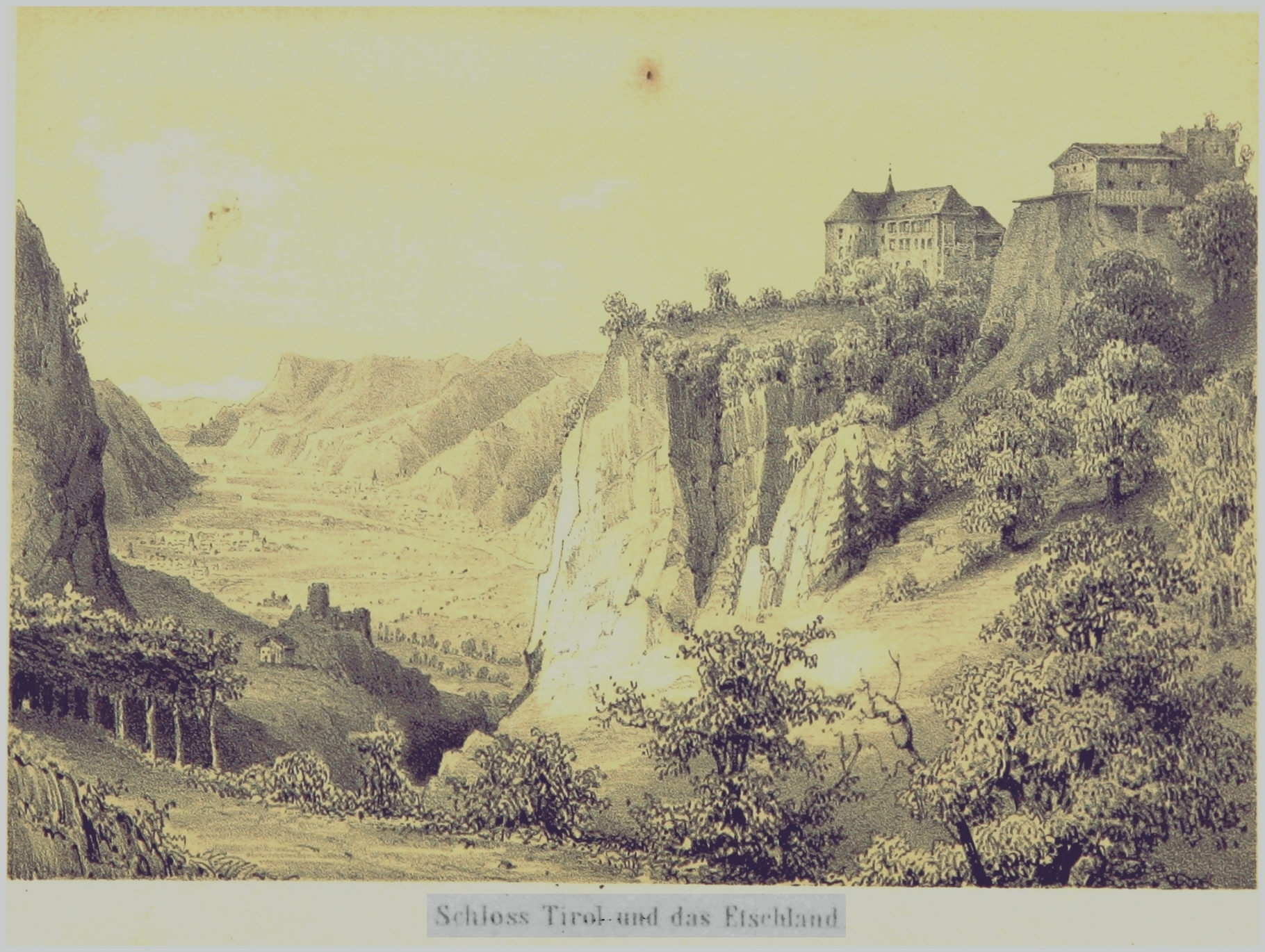
Das Schloss Tirol mit Umgebung, 1846

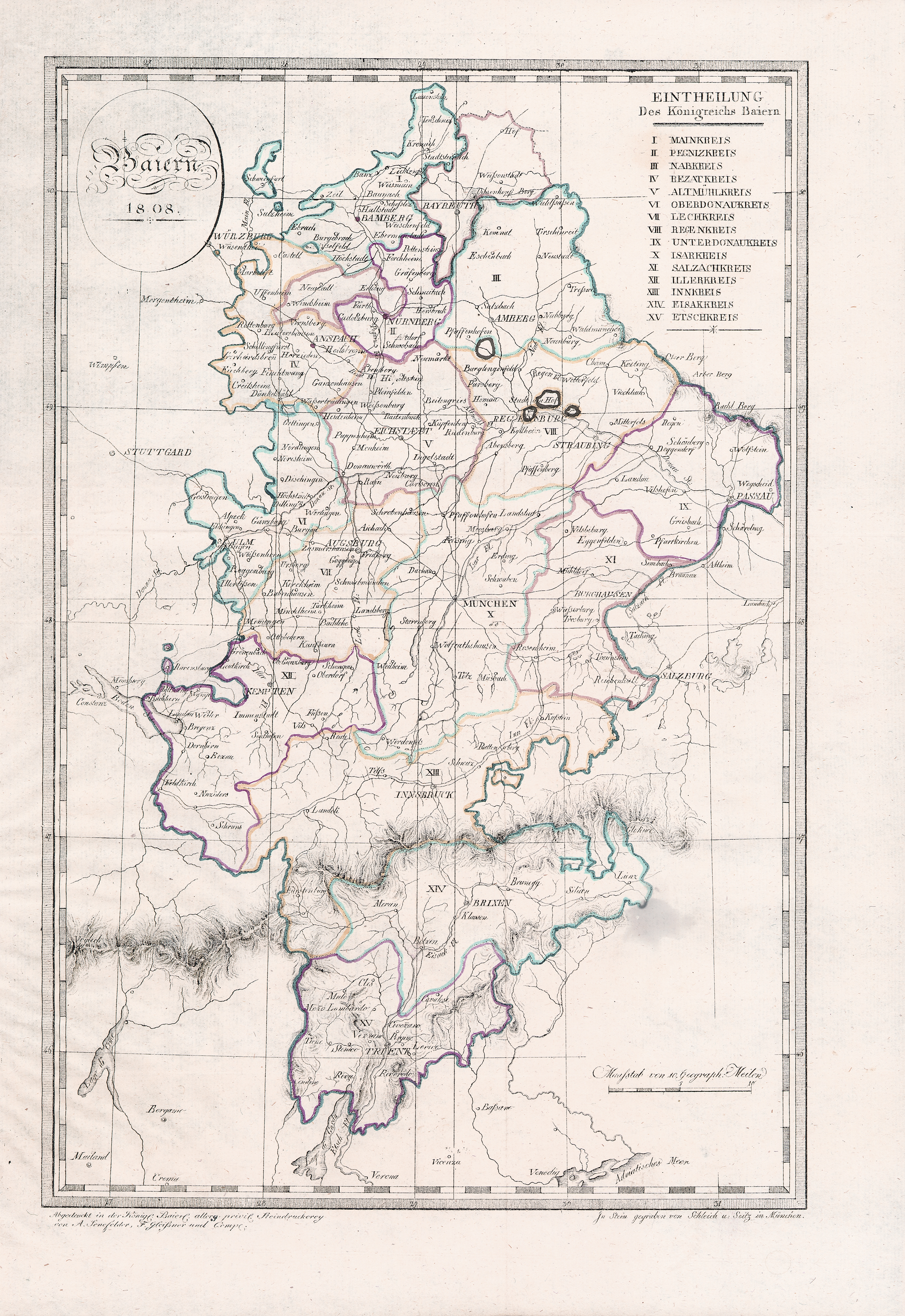
Tirol im Königreich Bayern, 1808

Nachdem der Vertrag von Neuberg vom 25. September 1379 die Aufteilung der Habsburgischen Erblande bestimmt hatte, wurde Tirol Herzog Leopold III. von Österreich zugeschlagen. Nachdem er in der Schlacht bei Sempach gefallen war, regierte sein Bruder Albrecht III. als Vormund seiner noch minderjähriger Kinder bis zu seinem Tod 1395. Ihm folgte für zehn Jahre Leopold IV. nach. Unter seinem Nachfolger Friedrich IV. erlebte Tirol eine Zeit der Reformen, des relativen Wohlstandes und der Expansion in Richtung venezianischer Gebiete. Im Jahre 1420 machte er Innsbruck zur neuen Residenzstadt. Im Jahre 1490 verzichtete sein Sohn und Erbe Sigismund zugunsten seines Vetters, des deutschen Königs Maximilian I., auf Tirol. Maximilian I. vereinte dadurch die Herrschaft über die Habsburger Länder wieder unter einer Herrschaft. Im Jahr 1500 erwarb er die Grafschaft Görz und Gebiete rund um Lienz und das Pustertal. 1504 gingen auch die bayerischen Gerichte Kufstein, Rattenberg und Kitzbühel nach dem Landshuter Erbfolgekrieg an Tirol. In den drei genannten Gerichtsbezirken galt aber bis in das 19. Jahrhundert weiterhin das Landrecht Ludwigs des Bayern, so dass diese innerhalb Tirols eine juristische Sonderstellung einnahmen.
Die Habsburger Monarchen regierten bis zum Tod von Kaiser Ferdinand I. im Jahre 1564 in Personalunion über alle Gebiete des Hauses. Als er seinem Sohn Ferdinand II. die Grafschaft übergab, regierte dieser weitgehend eigenständig über Tirol und vermachte die Herrschaft Maximilian III. Erst nach dem Tod von Erzherzog Sigismund Franz im Jahre 1665 wurden alle Habsburger Länder wieder unter der Herrschaft Kaiser Leopolds I. vereinigt. Im Spanischen Erbfolgekrieg kam es 1703 zu einer letztlich erfolglosen Invasion durch bayerische Truppen (Bayrischer Rummel).
Von den Gubernatoren der Habsburger regierte Karl Philipp von der Pfalz 1706–1717 in Innsbruck. Während der Herrschaftszeit Maria Theresias (1740–1780) wurde Tirol fest an die zentrale Regierung in Wien angebunden und blieb dies bis 1861.
Im Jahre 1803 wurden die Hochstifte Trient und Brixen säkularisiert und in die Grafschaft aufgenommen.
Nach der Niederlage der Österreicher im Dritten Koalitionskrieg gegen Frankreichs Herrscher Napoleon 1805 war Österreich gezwungen, Tirol im Frieden von Preßburg an das neu entstandene Königreich Bayern abzutreten. Tirol wurde als ein Teil von Bayern 1806 ein Mitglied des Rheinbundes. Der bayrische König Maximilian I. Joseph führte weitreichende wirtschaftliche, religiöse und Verwaltungsreformen durch. Im Jahre 1808 wurde eine neue Verfassung für das Königreich Bayern aufgesetzt und Tirol zu einem Teil Südbayerns deklariert. Das Land verlor dadurch seine bisherige Autonomie. Darüber hinaus wurden Tiroler in die bayerische Armee eingezogen und waren der Wehrpflicht unterworfen. Dies, zusammen mit dem wirtschaftlichen Niedergang unter der bayerischen Herrschaft, und die säkularen religiösen Reformen im Königreich, die von der katholischen Bevölkerung abgelehnt wurden, führten zu einem wachsenden Konflikt zwischen der Tiroler Bevölkerung und den bayerischen Behörden und mündeten im Tiroler Volksaufstand von Andreas Hofer, der gewaltsam niedergeschlagen wurde. (Siehe dazu auch die Andreas-Hofer-Kreuzer der Gefürsteten Grafschaft Tirol.) 1810 trat Bayern dann im Pariser Vertrag den südlichsten Teil Tirols an Napoleon ab.
Im Jahr 1813/14 wurde Tirol im Sechsten Koalitionskrieg von Österreich formal zurückerobert und mit den Beschlüssen des Wiener Kongresses wieder 1814 mit Österreich vereint.

### Kronland des Kaisertums Österreich und Österreich-Ungarns

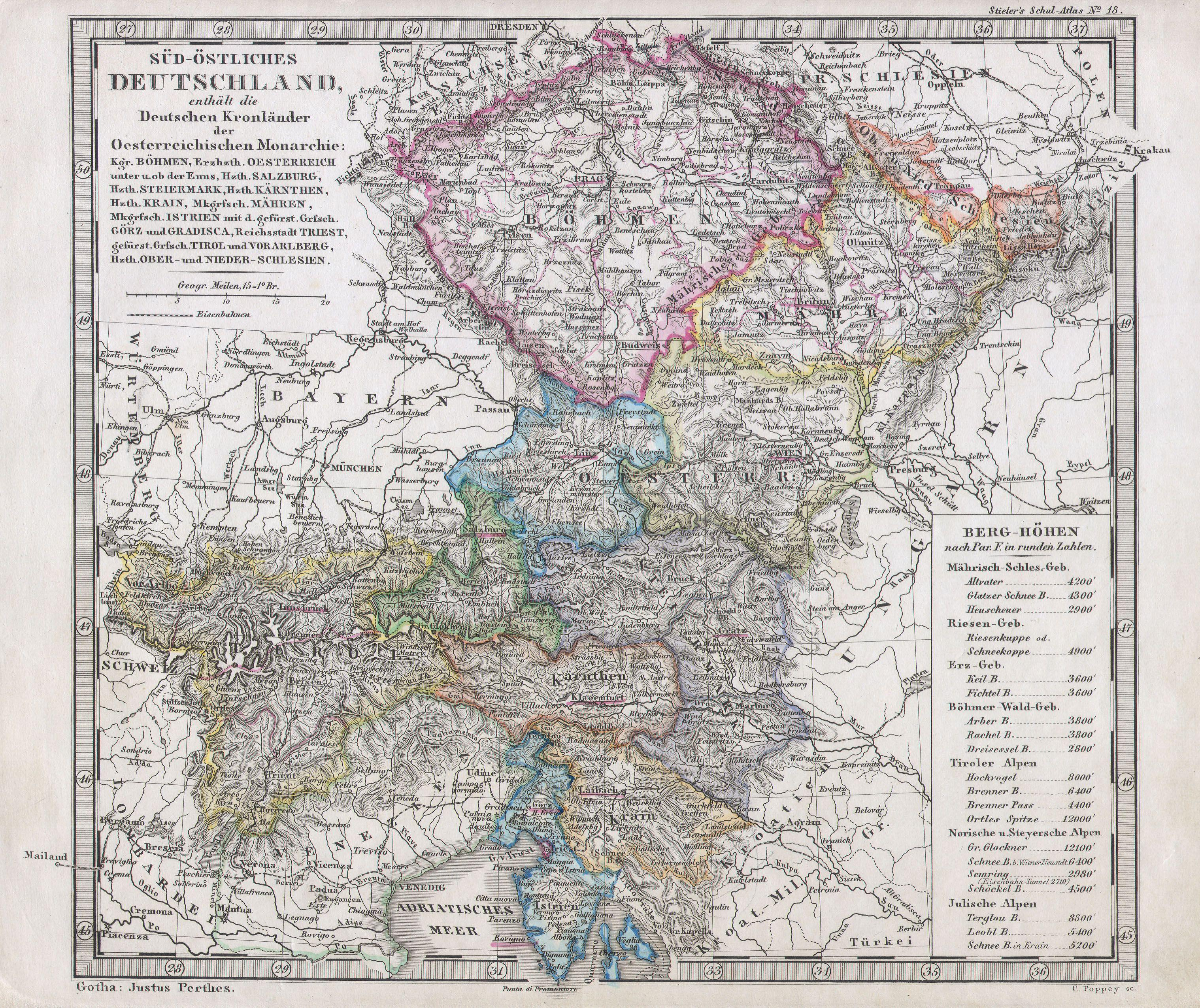
Tirol als Kronland, 1862

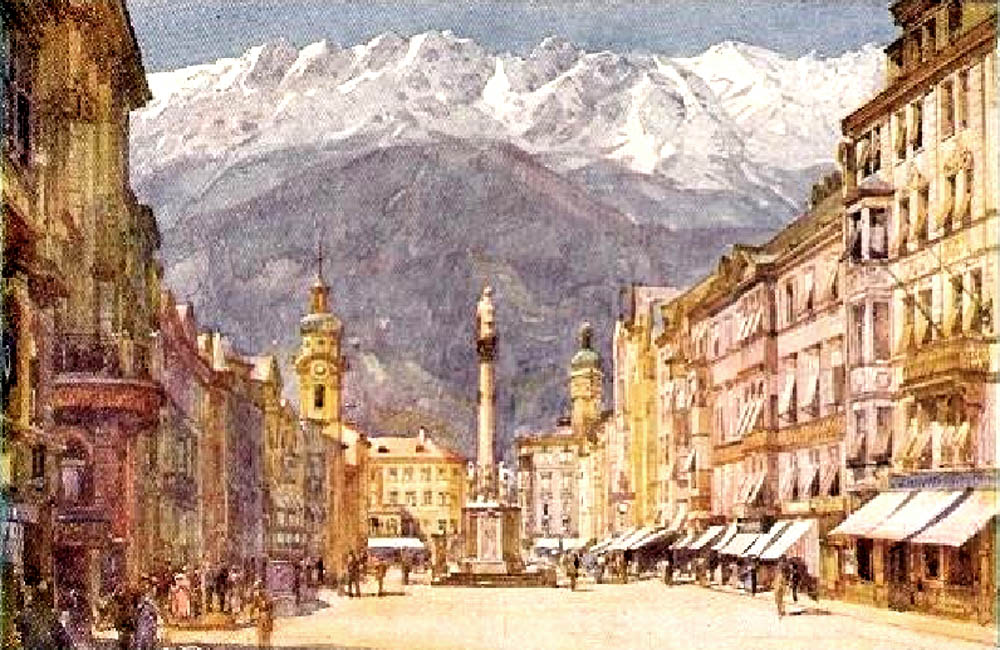
Die Maria-Theresien-Straße in Innsbruck, um 1900

Seit 1804 war Tirol als Gefürstete Grafschaft Tirol mit dem Lande Vorarlberg ein Kronland des Kaisertums Österreich. Im April 1861 wurde Vorarlberg von Tirol herausgelöst, indem es einen eigenen Landtag erhielt; es blieb aber verwaltungsmäßig bei Tirol und wurde vom Gubernium in Innsbruck verwaltet.
Mit dem politischen Ausgleich zwischen dem Kaisertum Österreich und Königreich Ungarn wurde Tirol mit dem Land Vorarlberg ein Kronland der österreichischen Reichshälfte. Die relativ liberale und säkulare Politik in Cisleithanien stieß in Tirol auf Widerstand. Im Tiroler Landtag behielten klerikale und konservative Kräfte lange die Mehrheit. Tirol erlebte einen starken wirtschaftlichen und kulturellen Aufschwung und blieb loyal zur Donaumonarchie.
Mit dem Beginn des Ersten Weltkriegs 1914 stellte Italien als Kompensation für seine Neutralität Ansprüche auf das Trentino. Österreich-Ungarn setzte auf Verzögerung und Italien unterzeichnete mit der Entente am 26. April 1915 den Vertrag von London.
Der Krieg Italiens gegen die österreichisch-ungarische Monarchie begann mit der Kriegserklärung am 24. Mai 1915. Tirol wurde daraufhin zum zentralen Kriegsschauplatz des Gebirgskrieges von 1915 bis 1918.
Mit dem Waffenstillstand von Villa Giusti am 3. November wurde die südliche Hälfte Tirols von italienischen Truppen besetzt und die Grafschaft mit der Verzichtserklärung von Kaiser und König Karl I. am 11. November 1918 aufgelöst.
Die nachfolgende deutsche Republik Österreich bestätigte im Vertrag von Saint-Germain 1919 die Abtretung Südtirols an Italien. Der Norden wurde ein Bundesland Österreichs. Südtirol und das Trentino erhielten zuerst eine sehr zentralistische Verwaltung und Südtirol wurde während der Zeit des faschistischen Regimes italianisiert. Die beiden Autonomiestatute von 1948 und 1972 gewährten der Region wieder gewisse Selbsverwaltungsbefugnisse.
Von der Autonomie nach wie vor ausgeschlossen sind allerdings die Gemeinden Cortina d’Ampezzo, Buchenstein und Verseil, die von Mussolini zur Provinz Belluno umgegliedert wurden und in denen 2007 eine Volksabstimmung eine Mehrheit für die Rückkehr zur Provinz Bozen ergab, sowie die ebenfalls von den Faschisten umgegliederten trentinischen Gemeinden Pedemonte, Casotto (zur Provinz Vicenza), Valvestino und Magasa (zur Provinz Brescia).

## Politik und Verwaltung
Tirol erhielt mit dem Februarpatent 1861 einen eigenen gewählten Landtag und Landesausschuss und wurde zu einem teilsouveränen Gliedstaat der Doppelmonarchie Österreich-Ungarn.
Der Landtag zählte, nachdem 1907 das allgemeine und gleiche Männerwahlrecht eingeführt wurde, 96, der Landesausschuss sechs Mitglieder. Auch entsendete Tirol Abgeordnete in den Reichsrat in Wien.

### Verwaltungsgliederung
Die Gefürstete Grafschaft Tirol gliederte sich seit 1849 in 66 Gerichtsbezirke und 23 politische Bezirke. Die Städte Innsbruck, Bozen, Rovereto und Trient waren autonome Städte.

### Herrscher
Die Herrscher Tirols wurden von verschiedenen Dynastien gestellt. Am Anfang noch von einheimischen Dynastien wie den Meinhardinern. Später folgten die bayrischen Wittelsbacher und Habsburger.

## Demografie

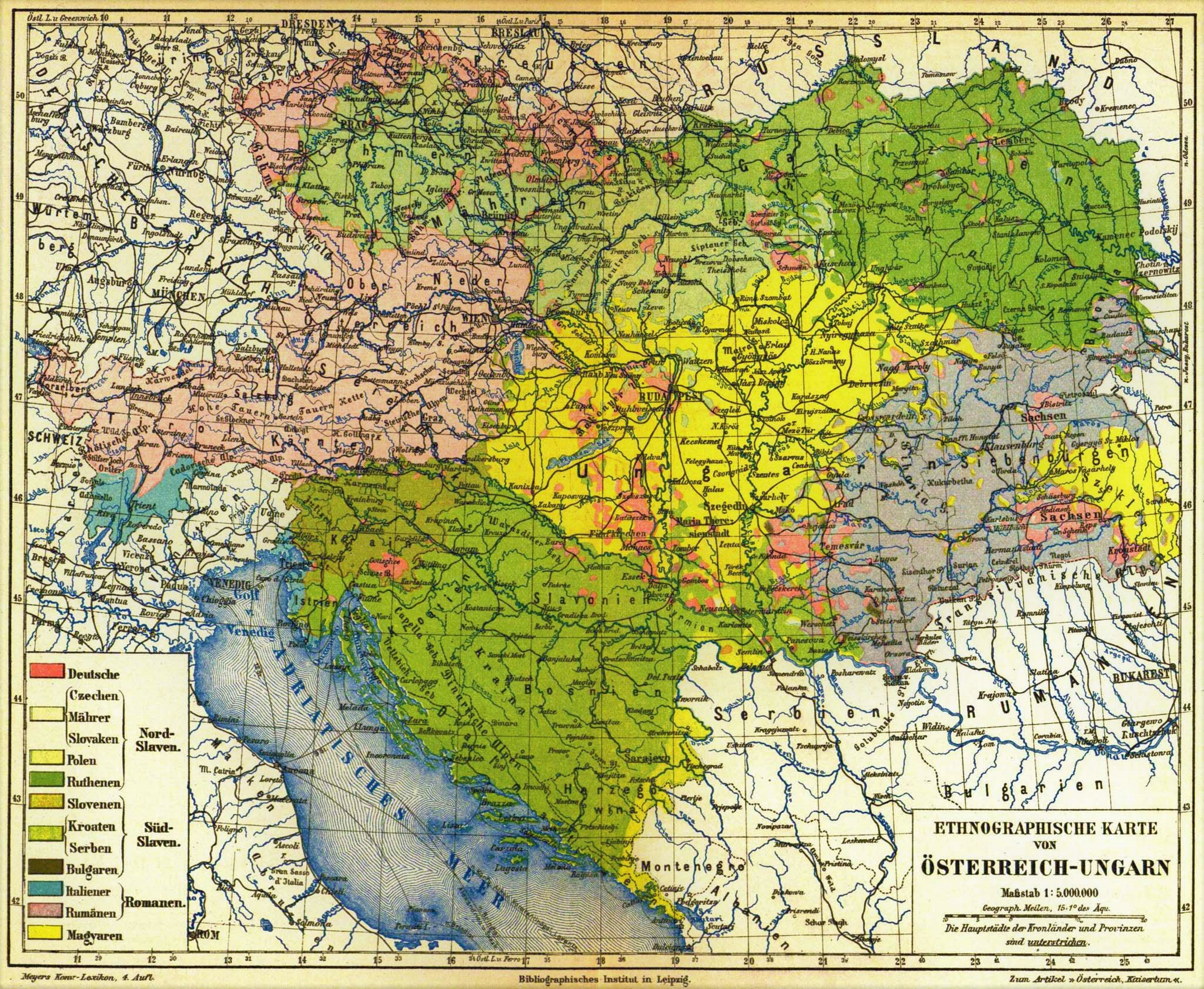
Ethnische Karte Österreich-Ungarns, 1885

Die Einwohnerzahl von Tirol betrug 1890 812.696, 1900 852,712 und zeigte eine geringe Zunahme von jährlich 0,5 Prozent. Die Bevölkerungsdichte betrug 1910 35,4 Einwohner pro km² und auf 1000 männliche kamen 1017 weibliche Bewohner. Die Tiroler Bevölkerung setzte sich 1900 wie folgt zusammen:
| Ethnie                    | Einwohnerzahl | Prozent |
| ------------------------- | ------------- | ------- |
| Deutsche                  | 461.000       | 55,6 %  |
| Italiener (Welschtiroler) | 348.000       | 42,0 %  |
| Ladiner                   | 20.000        | 2,4 %   |

Die religiöse Verteilung betrug:
- Römisch-katholisch (ca. 810.000 Einwohner)
- Evangelisch (2.200 Einwohner)
- Jüdisch (600 Einwohner)

## Wirtschaft
Die Wirtschaft der Grafschaft Tirol war wegen der gebirgigen Beschaffenheit vorwiegend auf Waldwirtschaft und Viehzucht beschränkt, es gab jedoch auch geringe Ackerbauflächen. Im Südtirol wurden Obstsorten, wie Wein, Pfirsiche, Aprikosen, Mandeln, Zitronen (am Gardasee), Orangen, Äpfel (besonders bei Bozen), Birnen, Kirschen und Granatäpfel kultiviert. Ebenso der Weinbau mit einer Ernte von 866.502 hl.
Eine der Haupterwerbsquellen ist für Tirol ferner die Viehzucht. Nach der Zählung von 1900 gab es: 17.226 Pferde, 6439 Maulesel, Maultiere und Esel, 423.405 Rinder, 176.594 Schafe, 93.706 Ziegen, 70.558 Schweine und 50.468 Bienenstöcke. Die einzige nennenswerte Industrie im Tirol war der Bergbau mit nennenswert geförderten Mengen von Kupfererz, Eisenerz, Bleierz, Zinkerz, Schwefelkies, Asphalt, Braunkohle, Torf, Gips, Kreide, Quarz, Marmor, Serpentin und Amethyste.
Die Lage Tirols zwischen dem Deutschen Reich und Italien erwies sich für das Transportsystem des Kronlandes als vorteilhaft. An Verkehrswegen bestanden 1900 4831 km Landstraße, 975 km Eisenbahn (davon 944 km Hauptbahnen) und 339 km Wasserstraßen.

## Bildung

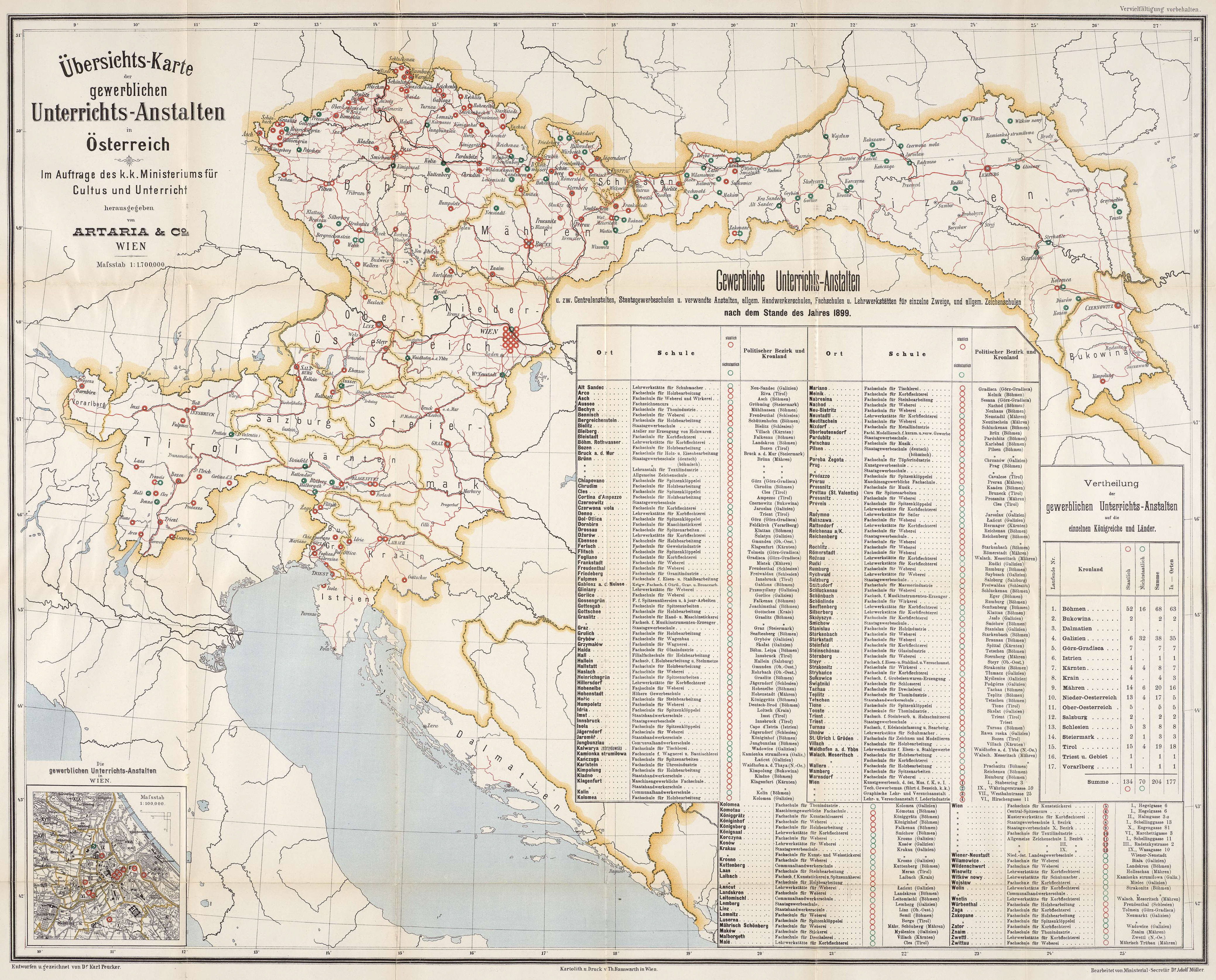
Gewerbliche Unterrichtsanstalten in der österreichischen Reichshälfte, 1899

In Tirol gab es 1900 eine Universität in Innsbruck, 15 theologische Lehranstalten, neun Obergymnasien, drei Oberrealschulen, sechs Lehrerbildungsanstalten, drei höhere Töchterschulen, vier Handelslehranstalten, eine Staatsgewerbeschule in Innsbruck, 16 gewerbliche Fachschulen, eine Handwerkerschule, drei Schulen für Land- und Forstwirtschaft, eine Hebammenlehranstalt, vier Musikschulen, zwei Bürger-, 1368 öffentliche und 55 private Volksschulen.